# Иупут II
Иупут II — древнеегипетская царица из VI династии. Она была сестрой и супругой фараона Пиопи II.

## Титулы
Иупут была дочерью фараона Пиопи I и получила титул «Дочь фараона (z.t-nỉswt)» и титул «Старшая дочь фараона (z.t-nỉswt-šms.t)». А также она унаследовала титул «Наследственная принцесса (ỉrỉỉ.t-pˁt).»
Как королева-консорт она получила следующие титулы: «Жена фараона (ḥm.t-nỉswt)», «Любимая жена фараона (ḥm.t-nỉswt mrỉỉ.t=f)», «Возлюбленная жена фараона Neferkare-men-ankh (ḥm.t-nỉswt mrỉỉ.t=f nfr-k3-rˁ-mn-ˁnḫ)», «Возлюбленная жена фараона Neferkare-men-ankh-Neferkare (ḥm.t-nỉswt mrỉỉ.t=f nfr-k3-rˁ-mn-ˁnḫ-nfr-k3-rˁ)» и «Та, кто видит Гора и Сета (m33.t-ḥrw-stš)».

## Захоронение
Пирамидный комплекс Иупуты состоял из пирамиды (в Саккаре) и небольшого погребального храма. Храм был построен в форме буквы «L». Иупут похоронена рядом со своим братом фараоном Пиопи II, а в её саркофаге содержится версия Текстов пирамид.
В одном из хранилищ погребального храма, археологи нашли гранитный саркофаг царицы Анхесенпепи IV (одна из жён Пиопи II). Не совсем ясно, Анхесенпепи IV была захоронена ранее Иупуты, или была захоронена в другом месте, но вскоре её перезахоронили во время Первого Промежуточного периода.
Также, текст на саркофаге Анхесенпепи IV был о фараоне из VI династии. Его смогли частично перевести, там было написано, что Усеркара (2 фараон VI династии) правил около 4 лет, но из-за damnatio memoriae его имя было стёрто почти из всех записей.